# Procédure d'adhésion du Royaume-Uni à la Communauté économique européenne
La procédure d’adhésion du Royaume-Uni à la Communauté économique européenne est le processus politique qui a permis au Royaume-Uni de rejoindre la CEE (devenue l'Union européenne en 1993) le 1er janvier 1973. La Communauté économique européenne s'est ainsi élargie à 9 États (le Royaume-Uni étant entré en même temps que l'Irlande et le Danemark).

## Historique

### Contexte: première demande d'adhésion et situation générale du Royaume-Uni
La Communauté économique européenne (CEE) et la Communauté européenne de l'énergie atomique (Euratom) furent créées en 1957 par le traité de Rome. À cette date, le pays ne souhaite pas participer à celles-ci.
Rapidement, le pays constate que sa non-participation l'isole. Cet isolement résulte d'un contexte géopolitique difficile pour le Royaume-Uni :
- la crise de Suez de 1956 a tendu les relations avec les États-Unis[1].
- l'empire colonial britannique disparait et le Commonwealth, organisant les relations avec les anciennes colonies britanniques, ne permet pas de maintenir un lien politique suffisamment fort. Économiquement, les relations s'affaiblissent également[1].
- l'Association européenne de libre-échange, créée en 1960, n'a pas compensé la faiblesse grandissante de l'économie britannique dont les performances étaient surpassées par les États au sein des Communautés, d'autant que ses échanges, à l'origine orienté vers les États du Commonwealth, avaient augmenté avec l'Europe occidentale[2].

#### Dépôt de la demande
Ces éléments mènent le pays à formuler sa première demande d'adhésion en août 1961. Elle fut préparée par Harold Macmillan en s'assurant du soutien de son gouvernement et du parti conservateur (en dépit d'une certaine opposition en son sein, compensée par le soutien général du Parlement). Ce soutien obtenu, le projet fut proposé à la Chambre des communes qui l'approuva à son tour le 3 août (313 votes en faveur, 4 votes contre et l'abstention de l'opposition travailliste et de 50 Conservateurs).
La lettre de demande d'ouverture des négociations, envoyée à Ludwig Erhard le 9 août 1961, est ainsi formulée :

« Monsieur le Président,

J'ai l'honneur d'informer Son Excellence que, en accord avec la résolution adoptée par les deux Chambres du Parlement le 3 août, le gouvernement de Sa Majesté au Royaume-Uni de Grande-Bretagne et d'Irlande du Nord souhaite ouvrir les négociations en vue d'adhérer au traité de Rome sous les conditions prévues par l'article 237.

Comme les gouvernements membres de la Communauté économique européenne le savent, le gouvernement de Sa Majesté a la nécessité de prendre en compte les relations spéciales entretenue avec le Commonwealth ainsi que les intérêts essentiels de l'agriculture britannique et des autres membres de l'Association européenne de libre-échange. Le gouvernement de Sa Majesté croit que les gouvernements membres considéreront ces problématiques avec bienveillance et reste donc confiant en des négociations réussies. Cela constituerait un pas historique vers une union plus étroite entre les peuples européens qui est le but commun du Royaume-Uni et des membres de la Communauté.

Harold Macmillan »

— Lettre de Harold Macmillan à Ludwig Erhard - 9 août 1961
La demande britannique fut unanimement approuvée par le Conseil le 27 septembre 1961 bien que les États membres demandent un complément d'information sur les problèmes soulevés par la demande d'adhésion. À cette fin, le gouvernement britannique est invité à une réunion à Paris le 10 octobre 1961. Finalement, les négociations débutèrent le 10 octobre 1961. Le 28 février 1962, cette première demande fut suivie par une demande d'adhésion à la CECA et à l'Euratom.

#### Négociations et rejet
Selon N. Piers Ludlow, la France aurait utilisé des arguments « malicieux » et des arguments plus légitimes (tel que la préservation de la structure de la Communauté, etc.) afin de défendre sa position durant ces négociations. Les craintes sur les exemptions que le Royaume-Uni souhaitait obtenir sur la politique agricole commune et le tarif extérieur commun permirent à la France d'avoir le soutien des institutions et d'autres États membres.

### Nouvelle demande d'adhésion
Le 10 novembre 1966, le gouvernement britannique annonce son intention de mener « une série de discussions avec [les gouvernements des États membres des Communautés] afin de déterminer [si…] les intérêts essentiels britanniques et du Commonwealth pourraient être préservés si le Royaume-Uni signait le traité de Rome et rejoignait la CEE ». Ces discussions se sont étalées entre janvier et mars 1967 et, au regard des conclusions, la seconde demande d'adhésion, aux trois Communautés, fut envoyée par le Premier ministre Harold Wilson le 2 mai 1967 après l'obtention du soutien bi-partisan de la Chambre des Communes. La seconde demande d'adhésion est formulée ainsi :

« Monsieur le Président,

J'ai l'honneur, au nom du gouvernement de Sa Majesté du Royaume-Uni de Grande-Bretagne et d'Irlande du Nord, d'informer Son Excellence que le Royaume-Uni demande par la présente à devenir un membre de la Communauté économique européenne selon les conditions de l'article 237 du traité établissant la Communauté économique européenne.

Veuillez accepter, Monsieur le Président, l'assurance de ma plus haute considération.

Harold Wilson »

— Seconde demande d'adhésion du Royaume-Uni - 11 mai 1967
Le 16 mai 1967, Charles de Gaulle répondit à la nouvelle demande d'adhésion britannique par un « veto de velours » qui força le Royaume-Uni à chercher le soutien des cinq autres membres des Communautés et les institutions. De Gaulle reconnaissait en effet qu'il ne pouvait pas opposer deux fois son veto et qu'en conséquence la question devrait être débattue à Bruxelles.
C'est le 10 juillet 1967 que Maurice Couve de Murville, alors ministre français des Affaires étrangères, présenta la position de la France au Conseil. Le président de la Commission des Communautés européennes Jean Rey, s'adressant à George Brown, avait auparavant décrit Couve comme la personne qui pourrait mettre « une politique étrangère indéfendable dans des habits présentables ». Toutefois, selon N. Piers Ludlow, les arguments français et la présentation de Couve témoignait de la faiblesse de la position française. Il précise, par ailleurs, que la seconde demande du Royaume-Uni témoignait d'un changement de position du pays qui, en 1961, n'avait fait que soumettre une demande visant à entamer des négociations sur les termes d'adhésion, lesquels seraient ensuite discutés avant toute prise de décision.

### Négociations
En dépit de la position de De Gaulle et de la France, la Commission émit une opinion le 29 septembre 1967 dans laquelle elle préconisait l'ouverture des négociations.
La position française ne changea pas et le 27 novembre 1967, De Gaulle renouvela son veto lors d'une conférence de presse arguant alors, notamment, de différences économiques trop grande entre le Royaume-Uni et les Six ou encore les risques de voir les Communautés se muer en zone de libre-échange.
La réponse britannique arrivera le 29 novembre par la voie du Premier ministre Harold Wilson. Reprenant point par point les propos de Charles de Gaulle, le Premier ministre britannique contredit l'affirmation du président français en rappelant que la Commission soutenait l'ouverture des négociations avec les États candidats. Il revient également sur les allégations concernant l'économie britannique soulignant les réformes importantes et le soutien des principales organisations internationales d'alors, le Fonds monétaire international et l'Organisation de coopération et de développement économiques. Il considère comme infondé l'argument du général selon lequel, l'ouverture économique du Royaume-Uni sur les États du Commonwealth rendrait impossible son intégration dans l'économie européenne, citant en exemple la convention de Yaoundé signé avec les États en développement avec qui la France a des liens commerciaux de longue date.
En dépit de cela, les Friendly Five se rallient à l'avis de la Commission dans un communiqué du Conseil des Communautés européennes en date du 19 décembre 1967. L'unanimité étant requise, la question n'est toutefois pas tranchée à cette réunion.
Les relations entre le Royaume-Uni et les Communautés européennes reprirent avec l'ouverture des négociations d'adhésion en juillet 1970, un mois après l'entrée de Heath en fonction. En effet, dans sa première déclaration sur la politique étrangère de son gouvernement, il établit deux éléments :
- le renforcement de l'OTAN pour la défense de l'Europe, qualifiée de principale priorité gouvernementale de matière de défense ;
- l'adhésion aux Communautés européennes comme objectif politique.

Le 7 juillet 1971, le gouvernement britannique présenta le livre blanc The United Kingdom and the European Communities (« Le Royaume-Uni et les Communautés européennes »). Ce document comprenait l'ensemble des éléments négociés jusqu'alors. Il devint, en 1972, la loi sur les Communautés européennes (European Communities Bill),.

### Adoption de la loi sur les Communautés européennes
Le vote de la loi sur les Communautés européennes fut un vote difficile pour le gouvernement d'Edward Heath. En effet, beaucoup de députés conservateurs étaient sceptiques ou opposés à l'adhésion. En effet, selon le Sunday Times, près de deux tiers des députés conservateurs soutenaient – à différents niveaux – l'adhésion, 14 étaient sceptiques et 16 fortement opposés à celle-ci,.
En plus de l'opposition de certains membres des principaux partis, une autre dimension s'est ajoutée aux débats : l'opinion publique négative, notamment en juillet 1970. Ainsi, les membres des deux principaux partis s'opposaient selon les mêmes proportions que les députés de ces partis. Enoch Powell, l'un des principaux opposants à l’adhésion – contestant par la même l'autorité du gouvernement Heath – estimait que « le gouvernement britannique ne possédait pas l’autorité nécessaire pour mener les négociations et conclure un traité » sans le « consentement sans faille du peuple britannique »,. Cependant, la publication du Livre blanc le 7 juillet 1971 contribua à intéresser l'opinion publique à la question de l'adhésion qui, peu à peu, commença à soutenir davantage l'adhésion. Le soutien de la presse écrite et de certaines émissions comme ITN News at Ten (qui revenait sur le processus de négociation) contribuèrent à faire connaître les Communautés et permirent d'augmenter le soutien de l'opinion publique.
La première lecture de la loi eut lieu le 28 octobre 1971. Cette première lecture permit l'adoption d'une motion déclaratoire sans effet juridique sur le principe de l'adhésion. La motion fut approuvée par 356 voix contre 244. La seconde lecture eut lieu en février 1972. La loi fut votée comme une loi sur la confiance du gouvernement. La loi fut de nouveau approuvée par une courte majorité 309 voix pour et 301 contre. Dès les résultats annoncés, les Travaillistes réclamèrent la démission de Heath, jugeant qu'il n'avait pas obtenu le soutien du peuple britannique. Finalement, le 13 juillet 1972, la loi fut adoptée par 301 voix pour et 284 contre.

## Questions liées à l'adhésion du Royaume-Uni

### Souveraineté
La question de la souveraineté est une question importante pour le Royaume-Uni. Une note publiée en juillet 1971 par le Foreign and Commonwealth Office répond à ces interrogations en disant que l'adhésion n'affecte pas la monarchie, ni la position constitutionnelle de la Couronne au Parlement. La Communauté est, selon le Foreign Office, une « communauté d’État souverain ».
En ce sens, la note confirme le fait que le FCO resterait un État souverain indépendant, à l'instar des autres membres des Communautés, en dépit du fait qu'il devrait respecter certaines obligations internationales résultant de la conclusion des traités européens. Le FCO reconnait alors la limitation des possibilités britanniques en matière de commerce et d'économie, toutefois il souligne que la défense n'est pas une des compétences des Communautés.
Au sujet des traités à conclure, le FCO souligne trois éléments :
- les traités CEE et Euratom sont à durée indéterminée tandis que le traité CECA est conclu pour 50 ans.
- la méthode communautaire est basée sur le consentement des États membres et des gouvernements nationaux.
- la méthode communautaire n'impose en rien la modification des procédures législatives des États membres ni la structure constitutionnelle des États membres. La seule obligation imposée sur les institutions serait similaire à celles issues des autres traités, c'est-à-dire qu'il n'est pas possible de légiférer sur des points contraires aux obligations du traité.

Finalement, la note du FCO indique que les États membres ne peuvent forcer un État à adopter des lois contraires à ses intérêts nationaux.

### Politique étrangère britannique

#### Relations avec le Commonwealth
La question des relations avec le Commonwealth concerne principalement la question de l'agriculture. Le Royaume-Uni cherche à préserver les intérêts agricoles de certains pays. Devant la Chambre des Communes le 2 mai 1967, Harold Wilson cite notamment les problèmes spécifiques de la Nouvelle-Zélande et les pays du Commonwealth producteurs de sucre (notamment du fait d'un accord du Commonwealth sur le sucre).

### Agriculture
Dans son discours devant la Chambre des Communes du 2 mai 1967, Harold Wilson met clairement en avant la problématique agricole. En effet, le Royaume-Uni craint alors l'effet potentiel de la politique agricole commune (PAC) sur le coût de la vie, la structure et le bien-être de l'agriculture britannique. D'autres éléments liés à PAC sont également soulevés dont le budget, la balance des paiements, le financement, et l'impact sur le Commonwealth.
Afin de permettre l'adaptation de l'agriculture britannique à la PAC, le Royaume-Uni, conscient de la nécessité de participer pleinement à cette politique, prévoit de demander un délai de transition afin de faire les ajustements nécessaires. En effet, sans cette période de transition, la contribution financière du Royaume-Uni aurait imposé, à cette date, un poids supplémentaire sur la balance des paiements.

## Opinions sur l'adhésion britannique

### Au sein des États membres

#### Opposition de la France
Dans les États membres, le président français Charles de Gaulle était l'un des principaux opposants à l'adhésion du Royaume-Uni. Les craintes françaises reposaient sur plusieurs éléments qui auraient altérés les objectifs et la direction prise par la CEE :
1. sur sa position internationale. La première crainte française était que l'augmentation en taille de la Communauté aurait forcé les États-Unis à réagir. Selon la position du gouvernement français d'alors, ceux-ci ouvriraient alors des négociations commerciales visant à créer une zone de libre-échange trans-atlantique. La principale crainte qui ressort d'un tel espace de libre-échange serait la dissolution de l'objectif politique des Communautés et des liens de solidarité entre les États membres ce qui ralentirait l'intégration. L'autre crainte concernait l'Union soviétique qui pourrait se sentir menacée[27].
2. sur son fonctionnement interne. La crainte reposait sur une divergence trop importante des intérêts nationaux et des traditions qui réduirait la capacité à trouver un consensus. De même, le gouvernement émettait des doutes sur la capacité des institutions communautaires à gérer l'adhésion de nouveaux membres[27].
3. sur sa capacité à élaborer de nouvelles politiques : du fait de la question de l'adoption de la politique agricole commune au Royaume-Uni (cf. agriculture) et du fait de la faiblesse de la livre sterling au lendemain de la Seconde Guerre mondiale qui créerait une crise de la balance des paiements[5].

#### Friendly Five
N. Piers Ludlow qualifie les cinq autres membres des Communautés de Friendly Five (c'est-à-dire, les « cinq amicaux »). L'Allemagne, la Belgique et l'Italie reconnaissaient toutefois la pertinence de certaines considérations françaises. Le ministre des Affaires étrangères néerlandais Joseph Luns s'inquiétait également des problèmes de la livre sterling, rappelant toutefois les problèmes similaires connus par la France lors de la création des Communautés.
Selon Ludlow, les revendications françaises furent rejetées par les cinq autres :
1. Joseph Luns soulignait que les États-Unis ne seraient probablement pas intéressé par un accord de libre-échange dans l'immédiat du fait de la conclusion du GATT.
2. Pierre Harmel, ministre des Affaires étrangères belge, déclara que la Communauté ne pourrait voir son fonctionnement interne bloqué comme celui de l'Organisation européenne de coopération économique car les deux organisations n'étaient pas comparables : cette dernière manquant en effet d'objectifs politiques, d'institutions fortes et de processus comparables à celui des communautés.
3. de nouveau, Pierre Harmel ne doutait pas de la volonté du Royaume-Uni d'adhérer[N 4].
4. Amintore Fanfani, ministre des Affaires étrangères italien, remarqua que la position française manquait d'analyser les aspects positifs, tant politique qu'économique, que l'adhésion procurerait.

Au sein des Friendly Five, le Mouvement européen des Pays-Bas publie un Appel à la France le 30 septembre 1967. Cet Appel demande à la France de laisser ouverte la porte des négociations afin d'obtenir un résultat positif. Jugeant nécessaire l'adhésion de nouveaux États afin de se prémunir face aux risques internationaux, le Mouvement indique également l'importance de l'adhésion d'un État dont l'avancement en matière de recherche scientifique et technologique va au-delà de celui des États membres d'alors. Ils reprennent alors les points soulevés par les gouvernements des Friendly Five, à savoir le fait que la participation française fut également problématique à l'origine, la question de la résilience et de la confiance des États membres envers les institutions, l'ouverture du marché européen pour les entreprises britanniques mais également l'ouverture du marché britannique aux Européens, etc..

### Au Royaume-Uni

#### Partis politiques, syndicats et groupes de pression
La position des partis politiques quant à l'adhésion au Royaume-Uni avait beaucoup changé en 1970. En effet, 45 % des membres du parti conservateur étaient méfiants ou opposés à l'adhésion et 7 % des libéraux l'était également. Seul le parti travailliste était encore opposé à l'adhésion à hauteur de 61 %. C'est donc sur les enjeux et les termes de l'adhésion – et non celle-ci en elle-même – que ces partis se sont opposés. Lors des élections générales de 1970, les deux principaux partis – conservateur et travailliste – soutenaient le principe de l'adhésion à la Communauté économique européenne.
Le Trades Union Congress (TUC) avait à l'origine une opposition à l'adhésion. Ainsi, Victor Feathers, alors Secrétaire général du TUC, avait déclaré que ce n'était pas une opposition ferme car son Congrès souhaitait connaître les conditions finales d'adhésion avant de prendre une décision tranchée. Cependant, dès le mois d'octobre 1970, le projet de loi sur les relations industrielles (Industrial Relations Act) du gouvernement Heath cristallisa l’opposition. Ainsi, dans le rapport « Britain and the EEC44 », le TUC s'opposa à l'adhésion jugeant celle-ci dangereuse pour les travailleurs britanniques. Cela conduisit le parti travailliste à adopter le rapport « Le Royaume-Uni et la Communauté européenne » (The United Kingdom and the European Community) en octobre 1970. Le parti adopta alors le slogan « No entry on Tory terms » (« Pas d'adhésion selon les termes conservateurs »).
Parallèlement, l’European Movement UK fait campagne en faveur de l'adhésion.

#### Population
Ce soutien mitigé au niveau politique était d'autant plus visible qu'il existait une opposition plus prononcé de la population. En effet, selon un sondage Gallup Poll de 1970, près de 55 % de la population britannique était contre l'adhésion tandis que 24 % la soutenait,. En juillet 1971, toutefois, l'opinion publique devint moins réfractaire avec un soutien renouvelé de la part des Conservateurs.

#### Médias
La majeure partie des principaux quotidiens britanniques soutenait, en principe, l'adhésion. Le Daily Telegraph, à tendance conservatrice, soutenait l'adhésion. De même, le Times considérait l'adhésion comme le commencement « d'une nouvelle phase prometteuse de l'histoire britannique »,. Le Guardian soutenait également l'adhésion mais critiquait les termes de celle-ci, les jugeant « décevants », « timides politiquement, complaisants économiquement et vagues »,.
Les journaux hebdomadaires comme le Spectator (à tendance atlantiste) et le New Statesman étaient quant à eux fortement anti-marché et, par conséquent, opposés à l'adhésion. À l'inverse, The Economist soutenait vivement l'adhésion et, à cette fin, produisait des enquêtes détaillées,.
Les trois tabloïds que sont le Sun, le Daily Mirror et le Daily Mail soutenaient également l'adhésion.